# 奇幻电影节
奇幻电影节（英語：Fantastic Fest）是每年9月在美国德克萨斯州的奥斯汀举办、以展映类型片为特色的美国独立电影节，由编剧蒂姆·麦肯莱斯（《钢铁巨人》、《二手雄狮》）、独立电影制片人Tim League（《僵尸女孩》、《26种死法》）、Harry Knowles 和 Paul Alvarado-Dykstra 四人于2005年创办。每届电影节持续8天，展映的影片类型有恐怖片、科幻片、奇幻片、动作片、Cult片。影展另外安排了“特别展映单元”，其独特之处在于观众在进入放映廳之前不会獲知影片的任何訊息，直到螢幕開始播映。

## 类似影展
- 德国奇幻电影节
- 錫切斯電影節
- 加泰罗尼亚国际奇幻电影节
- 布鲁塞尔国际奇幻电影节
- 富川国际奇幻电影节